# Haudankylmyyden Mailla
Albums de Horna
Kohti Yhdeksän Nousua
(1998) Sudentaival
(2001)
Haudankylmyyden Mailla est le deuxième album studio du groupe de Black metal finlandais Horna. L'album est sorti en 1999 sous le label Solistitium Records.
Comme pour l'album précédent du groupe, le tirage de cet album a été limité à 1 500 exemplaires.
Cet album a connu plusieurs ré-éditions. La première sous le label Omvina Records en 2005 et le seconde sous le label Blut & Eisen Productions en 2007.

## Musiciens
- Lauri Penttilä (Nazgul) – chant
- Jyri Vahvanen (Moredhel) – guitare
- Shatraug – guitare
- Skratt – basse
- Gorthaur – batterie

## Liste des morceaux
1. Prologi – 2:20
2. Yhdeksän Yö – 7:48
3. ...Jeesuksen Verestä – 4:55
4. Ylle Kuihtuneen Ajan Ajatusten – 7:51
5. Kun Jumalan Sydän On Murskattu – 4:49
6. (Kaiken) Kristityn Kuolema – 5:39
7. Viimeinen Sielu Jumalan Valosta – 5:14
8. Haudankylmyyden Maille – 3:48
9. Hymni Tuomiopäivänä – 6:08
10. Peikkomaille – 5:43
11. Epilogi – 9:04
12. Kunnia Saatanalle, Sota – 2:45